# Artemo-Rastivka, Trosteaneț
Artemo-Rastivka (în ucraineană Артемо-Растівка) este un sat în comuna Martînivka din raionul Trosteaneț, regiunea Sumî, Ucraina.

## Demografie
Componența lingvistică a localității Artemo-Rastivka
     Ucraineană (99,07%)
     Alte limbi (0,93%)
Conform recensământului din 2001, majoritatea populației localității Artemo-Rastivka era vorbitoare de ucraineană (99,07%), existând în minoritate și vorbitori de alte limbi.